# Histoire de l'Alberta

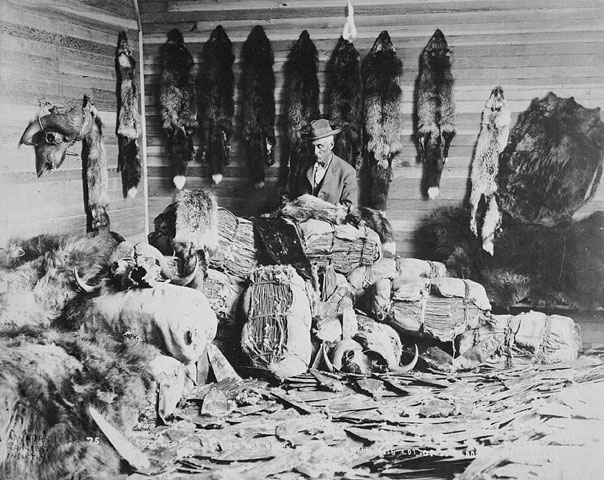
Commerçant de fourrures, années 1890.

 (novembre 2023).
Si vous disposez d'ouvrages ou d'articles de référence ou si vous connaissez des sites web de qualité traitant du thème abordé ici, merci de compléter l'article en donnant les références utiles à sa vérifiabilité et en les liant à la section « Notes et références ».
Cet article traite de l'histoire de la province canadienne de l'Alberta.

## XVIIIesiècle
Quand les missionnaires et les commerçants de fourrure sont arrivés de l'Europe durant le XVIIIe siècle, l'Alberta était habitée par plusieurs nations amérindiennes. Les Français et les Britanniques se la sont souvent disputée (fait marquant de l'histoire du Canada). Elle était donc peu exploitée au début jusqu'à ce qu'il y ait la création de postes de commerce près d'Edmonton.

## XIXesiècle

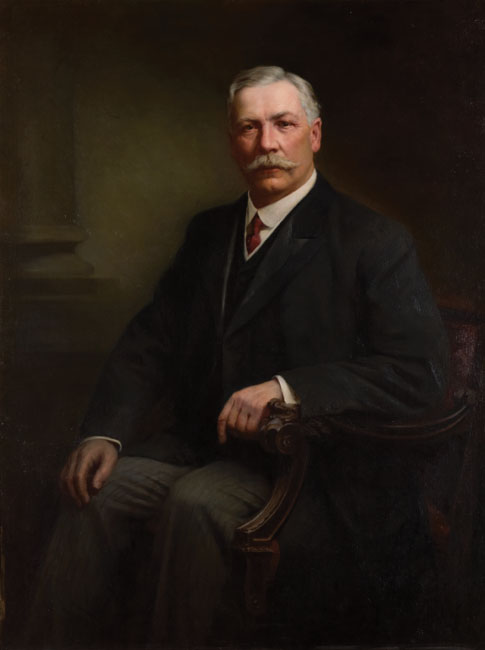
Alexander Rutherford, premier premier ministre de l'Alberta.

Avec l'arrivée du Canadian Pacifique Railway (chemin de fer Canadien Pacifique), complété en 1885, et d'une poussée démographique, un gouvernement territorial fut créé en 1875. Les troupeaux de bisons dont les Amérindiens dépendaient pour leur survie ont été chassés jusqu'à la presqu'extinction et les terres ont été distribuées à des colons européens. Plusieurs années plus tard, cette région dirigée par un gouvernement territorial fut séparée en quatre portions dont une qui a été nommée d'après la Princesse Louise Caroline Alberta, fille de la Reine Victoria et du Prince Albert.
Quand le Canada a été formé en 1867, les frontières de l'Alberta étaient encore menacées et non contrôlées. Ce n'est qu'en 1874 que la Gendarmerie à cheval du Nord-Ouest (précurseurs de la présente Gendarmerie royale du Canada) a établi sa présence sur ce territoire. L'Alberta fut admise comme étant une province du Canada en 1905.
L'établissement de l'Alberta comme étant une province est dû en grande partie à Sir Frederick Haultain un avocat, également membre du Conseil des Territoires du Nord-Ouest, qui a beaucoup négocié pour que le statut de province soit octroyé partout dans l'Ouest. Pourtant, son but n'était pas vraiment de faire reconnaître l'Alberta ou la Saskatchewan comme une province mais bien de créer une énorme province de l'Ouest qui se serait appelée « Buffalo ». Le Premier Ministre de l'époque, Sir Wilfrid Laurier, ne voulait pas donner trop de puissance à l'Ouest Canadien et a donc opté pour un scénario dans lequel il y aurait deux provinces dans l'Ouest. Laurier octroya alors à Alexander Rutherford le titre de Premier ministre de l'Alberta.

## XXesiècle
On découvrit du pétrole en Alberta dans les années 1920. En dépit du fait que quelques nappes furent exploitées par exemple à Turner Valley ou à Borradalle, le pétrole n'est pas devenu une source significative de revenus pour la province, du moins pas avant que l’Imperial Oil's Leduc #1 s'y installa le 13 février 1947. C'est à partir de ce moment que le « boom » du pétrole débuta en Alberta et est devenu un gage de prospérité. Leduc #1, continua d'extraire du pétrole jusqu'en 1974.
Les libéraux formèrent le premier gouvernement de l'Alberta et restèrent au pouvoir mandat après mandat jusqu'en 1921. Cette année-là, les United Farmes furent élus et gardèrent le pouvoir jusqu'en 1934, lorsqu'ils furent défaits, probablement en raison du scandale sexuel entourant un des députés.
En 1934, le parti Social Credit a été élu. Le Social Credit était basé sur des théories économiques excentriques du Britannique Major Douglas : il ramenait les certificats de prospérité (social credit), appelés monnaie amusante (funny money) par les gens de la province.
Après son élection, le gouvernement du Social Credit fit plusieurs actions comme octroyer les certificats de prospérité et instaurer une censure de la presse. Quelques-unes de ces actions furent déclarées anticonstitutionnelles. Malgré tout, le Social Credit Party garda le pouvoir jusqu'en 1971, probablement en raison de son talent à exploiter le pétrole en Alberta.
Aux élections de 1971, le Social Credit perdit les élections et a été remplacé par le Progressive Conservative Party, toujours au pouvoir à ce jour.